# Disciplina urbanística
La disciplina urbanística és el conjunt de mesures, previstes en normes administratives però també penals, per protegir i fer complir l'ordenament urbanístic, és a dir, la regulació establerta de l'ordenació del territori i l'urbanisme. En sentit estricte, fa referència a l'exercici de tres concretes potestats administratives: la inspecció urbanística, la restauració de la legalitat (física o jurídica) infringida, i la potestat sancionadora. En sentit més ampli, engloba també la potestat d'intervenció administrativa en l'activitat urbanística mitjançant la tècnica de les autoritzacions i llicències prèvies per als actes d'edificació.
D'entre els diversos aspectes de l'urbanisme, la disciplina urbanística és el més jurídic de tots, ja que les seves manifestacions fins i tot connecten amb el Dret penal.

## Aspectes jurídics

### Regulació
A l'Estat Espanyol, des de la sentència del Tribunal Constitucional de 20 de març de 1997, que va anul·lar el Text refós de la Llei del sòl de 1992, aquesta matèria, com la resta de l'urbanisme, és competència exclusivament de les comunitats autònomes, exceptuant-ne els aspectes penals. Això significa que únicament les lleis autonòmiques poden regular la disciplina urbanística i, per tant, no existeix un marc jurídic comú per a les normes de cadascuna d'elles.
En concret, en els països de llengua catalana es troben vigents les següents disposicions:
- Catalunya: Decret legislatiu 1/2005, de 26 de juliol, que aprova el Text refós de la Llei d'urbanisme; títol VII, "De la protecció de la legalitat urbanística" (articles 191-219).[1]
- País Valencià: Llei 16/2005, de 30 de desembre, urbanística valenciana; títol IV, "Activitat administrativa de garantia de la legalitat urbanística" (articles 190-257).[2]
- Illes Balears: Llei 10/1990, de 23 d'octubre, de disciplina urbanística.[3]
- Andorra: Llei general d'ordenació del territori i urbanisme, de 29 de desembre de 2000; títol XI, "Protecció de la legalitat urbanística" (articles 149-160).[4]

### Potestats

#### Inspecció urbanística
La inspecció urbanística és l'activitat administrativa de control dels actes d'edificació i ús del sòl realitzada amb la finalitat de comprovar si aquests s'ajusten a les especificacions de l'ordenament urbanístic. La desenvolupen funcionaris públics amb condició d'agents d'autoritat, és a dir, que les seves actes o informes gaudeixen de presumpció de veracitat.

#### Restauració de la legalitat
Té dues vessants:
- La restauració física de la legalitat infringida, que implica dictar ordres de demolició quan la legalització de les obres fetes sense llicència o sense ajustar-s'hi no és possible. Per evitar que, abans d'arribar això, la infracció es consolidi, es poden dictar mesures cautelars, la més típica de les quals és la suspensió d'obres, però n'hi ha d'altres: tallament del subministrament elèctric, precintament de les obres, retirada de maquinària i materials, etcètera. L'incompliment de l'ordre de suspensió pot provocar la imposició de multes coercitives fins que no s'aturi l'execució de les obres.
- La restauració de la legalitat jurídica, que suposa revisar d'ofici o impugnar aquells actes administratius, dictats irregularment, que emparassin la infracció urbanística comesa.

#### Potestat sancionadora
Tota infracció urbanística, amb independència que sigui legalitzada o que desemboqui en una ordre de demolició, dona peu a la imposició d'una multa per part de l'administració competent. La sanció es calcula d'acord amb el valor de les obres o segons els mínims i màxims que marca la Llei, i no pot ser inferior al benefici econòmic que la infracció pugui haver reportat a l'infractor.
Per una altra banda, els articles 319 i 320 del Codi penal tipifiquen els anomenats delictes contra l'ordenació del territori, que en molts casos coincideixen plenament amb les infraccions administratives. En aquests supòsits, és d'aplicació el principi ne bis in idem, de manera que no es poden sancionar administrativament fets ja castigats penalment, i que implica que les autoritats administratives hauran d'abstenir-se d'actuar quan ho estiguin fent les judicials.

### Classes d'infraccions
Bàsicament, dins de les diferents legislacions sobre la matèria es distingeixen dues grans categories:
1. Infraccions comeses pels promotors, que poden ser:
  1. Per efectuar obres sense llicència o altra autorització.
  2. Per dur a terme les obres sense ajustar-se a la llicència concedida.
  3. Per incompliment de certs deures formals, establerts a la llicència, o a les lleis (publicitat de les promocions, etcètera). Les empreses subministradores de serveis d'aigua, llum i altres, també són responsables si els proporcionen indegudament a edificacions il·legals.
2. Infraccions comeses per la mateixa administració. És el supòsit de les llicències atorgades de forma il·legal pels ajuntaments (per exemple, el cas Cretu), i que afecta els tècnics que varen informar el permís i als membres de la corporació que votaren a favor del seu atorgament. També els notaris i registradors de la propietat poden cometre certes infraccions urbanístiques en relació amb els actes urbanístics que legitimen.

### Administracions competents
L'administració típicament competent per a l'exercici de les potestats de disciplina urbanística són els ajuntaments, però això no exclou que altres admininistracions supramunicipals (comunitats autònomes,  diputacions provincials, consells insulars,  mancomunitats) també hi puguin intervenir. De fet, la tendència actual és que cada vegada més -per raons d'eficàcia- la disciplina urbanística deixi d'estar exclusivament en mans dels municipis; i fins i tot s'han creat organismes específicament dedicats al seu control, com ara el Consorci per a la protecció de la legalitat urbanística al sòl rústic de l'illa de Menorca i l'Agència de protecció de la legalitat urbanística i territorial de Mallorca.

## Aspectes sociològics
Cal distingir la casuística de la disciplina urbanística de la que seria més pròpia de la corrupció urbanística, caracteritzada per cercar un profit econòmic particular i perquè els responsables ostenten càrrecs públics que els permeten un cert control de les potestats urbanístiques de l'Administració. En canvi, les infraccions objecte de la disciplina urbanística gairebé sempre són comeses per ciutadans comuns, que no persegueixen més benefici que el de gaudir de l'edificació il·legal construïda.
En aquest sentit, però, el cert és que avui en dia la comissió de tota classe d'infraccions urbanístiques és un fenomen molt estès i amplament documentat, sense que les autoritats judicials i administratives semblin poder controlar-lo. Això ha generat fins i tot advertències de les institucions de la Unió Europea, com ara les recollides en l'informe del Parlament Europeu aprovat el 26 de març de 2009 i en altres d'anteriors.